# Tinko Czetwertynski
Constantin Nicolas (Tinko) prins Swiatopelk-Czetwertynski (Brussel, 20 februari 1978) is een internationaal artistiek fotograaf, en een Poolse prins, als Belgisch prins erkend in 2007.

## Familie
Czetwertynski is lid van de familie Swiatopelk-Czetwertynski, een prinsengeslacht uit Polen. Hij is de tweede zoon van Michel Swiatopelk-Czetwertynski, die als ambassadeur in dienst was van het Koninkrijk België, en van diens eerste vrouw Kristina Sigurdsson fra Vedramonti. 
Hij huwde in 2012 met prinses Paola Maria Sapieha de Bourbon (Londen, 27 april 1983), dochter van de Poolse prins Jan Sapieha-Rozánski en van prinses Maria Cristina van Orléans-Braganca.
Hij diende, samen met zijn broer Alexandre Wladimir Swiatopelk-Czetwertynski (Ukkel, 27 december 1975) een verzoekschrift in om erkenning van erfelijke adeldom en van hun prinselijke titel te bekomen binnen de Belgische adel, hetgeen hen bij koninklijk besluit werd toegestaan, voor hen en hun kinderen, met verdere overdracht via de mannelijke afstammelingen. De erkenning werd bezegeld door het lichten van de open brieven op 17 april 2007. Zij dragen het oude familiewapen met de wapenspreuk Jure suo.

## Carrière
Czetwertynski studeerde grafische kunst aan het Central Saint Martins College of Art and Design. Hij is een professioneel fotograaf. Onder zijn klanten treft men de magazines Vogue en Vanity Fair aan. Voor Vanity Fair maakte hij een reportage over de Libanese couturier Elie Saab. Ook Chanel en L'Oréal bezorgden hem opdrachten.